# Lyman Ward
Lyman Ward (Saint John, Nuevo Brunswick, Canadá; 21 de junio de 1941) es un actor de cine, teatro y televisión canadiense nacionalizado estadounidense. Es principalmente conocido por sus papeles en las películas A Nightmare on Elm Street 2: Freddy's Revenge, Ferris Bueller's Day Off y Sleepwalkers.

## Carrera
Lyman nació y se crio en Saint John, New Brunswick y se graduó en la St. Malachy's Memorial High School en 1959, y luego en 1963 de la Universidad de St. Thomas, que estaba ubicada en ese momento en Miramichi, New Brunswick antes de mudarse a Fredericton en 1964.
Apareció en el primer episodio de Laverne & Shirley como Tad Schotz, pero es más conocido por interpretar al padre de Ferris Bueller en Ferris Bueller's Day Off(1986). En 1990, interpretó a Jim Walsh en el piloto del programa Beverly Hills, 90210. Finalmente, los productores decidieron filmar esas escenas pero con el actor James Eckhouse. En 2001, hizo un cameo en la película Not Another Teen Movie como Mr. Wyler, parodiando su papel en Ferris Bueller's Day Off. También jugó un papel menor en Planes, Trains, and Automobiles (1987) como John, uno de los especialistas en marketing.
También intervino en la cinta de terror A Nightmare on Elm Street 2: Freddy's Revengecon Robert Englund y dirigida por Wes Craven en el papel del Sr. Grady; y Sleepwalkers (1992) escrita por Stephen King como el Sr. Robertson, junto a Brian Krause, Alice Krige y Mädchen Amick..
Ward publicó una novela titulada Fortune's Tide en 2016, una ficción histórica basada en su ciudad natal de Saint John.

## Vida privada
Lyman Ward y la actriz de Second City, Sandra Bogan, vivieron juntos en 1985. Conoció a Cindy Pickett en el set de Ferris Bueller, donde interpretaron a los padres del protagonista adolescente en la película de 1986. Se casaron en la vida real, tuvieron dos hijos juntos. y luego se divorciaron poco después de interpretar a los padres de la protagonista (Mädchen Amick) en la película de 1992 Sleepwalkers, citando diferencias irreconciliables.
Es, entre otras cosas, Ex hijastro de Larry Gelbart, ex padrastro del director Sasha Gelbart, y Ex yerno de la actriz y cantante Patricia Marshall.

## Filmografía
- Coffy (1973)
- The Great Smokey Roadblock (1977) - Leland.
- The Happy Hooker Goes Hollywood (1980) - Agente de bienes raíces.
- Whose Life Is It Anyway? (1981) - Médico de la sala de emergencias.
- Love Letters (1983) - Morgan Crawford
- Moscow on the Hudson (1984) - Agente Williams
- Young Lust (1984)
- Protocol (1984) - Senador Kenworthy
- Creature (1985) - David Perkins
- A Nightmare on Elm Street 2: Freddy's Revenge (1985) - Sr. Grady
- Ferris Bueller's Day Off (1986) - Tom Bueller
- Planes, Trains and Automobiles (1987) - John
- Perfect Victims (1988) - Steven Hack
- Milk and Honey (1988) - Adam Bernardi
- She's Having a Baby (1988) - El mismo
- Riding the Edge (1989) - John
- Best Shots (1990) - Roger Boro
- Murder She Wrote (1991) - Mitchell Lawrence
- Guilty as Charged (1991) - Stanford
- The Taking of Beverly Hills (1991) - Jefe Healy
- Mikey (1992) - Sr. Jenkins
- Sleepwalkers (1992) - Sr. Robertson
- The Beverly Hillbillies (1993) - Jefe Gallo
- No Dessert, Dad, Till You Mow the Lawn (1994) - Larry
- The Wrong Woman (1995) - Jonah Slide
- Serial Killer (1995) - Dr. Harvard Jankowitz
- Independence Day (1996) - Agente del servicio secreto
- The Secret Agent Club (1996) - General SHADOW
- Not Another Teen Movie (2001) - Sr. Wyler
- Quiet Kill (2004) - Dr. Rubin
- Rumor Has It (2005) - Invitado a la cena de caridad
- Two:Thirteen (2009) - Capitán de Policía
- Farah Goes Bang (2013) - Walter
- In the Forest (2021) - Abuelo Stan

## Televisión
- One Day at a Time (Temporada 1- 2 episodios) (1975) como Steve Blanchard
- Alice (1978) (episodio 6 temporada 1) como Burt Gilman
- Battlestar Galactica (1979) como Karibdis
- Barney Miller (1980 episodio "Agent Orange" como Len Macready/ 1982 episodio "Examination Day" como Harv Jetter)
- The Practice (1999) Sr. Hayes
- Black Scorpion (2001) como Juez Cheetum
- Legit (2014)
- Transparent (2015)  como Dean Carl Spitzer